# Hardturmviadukt

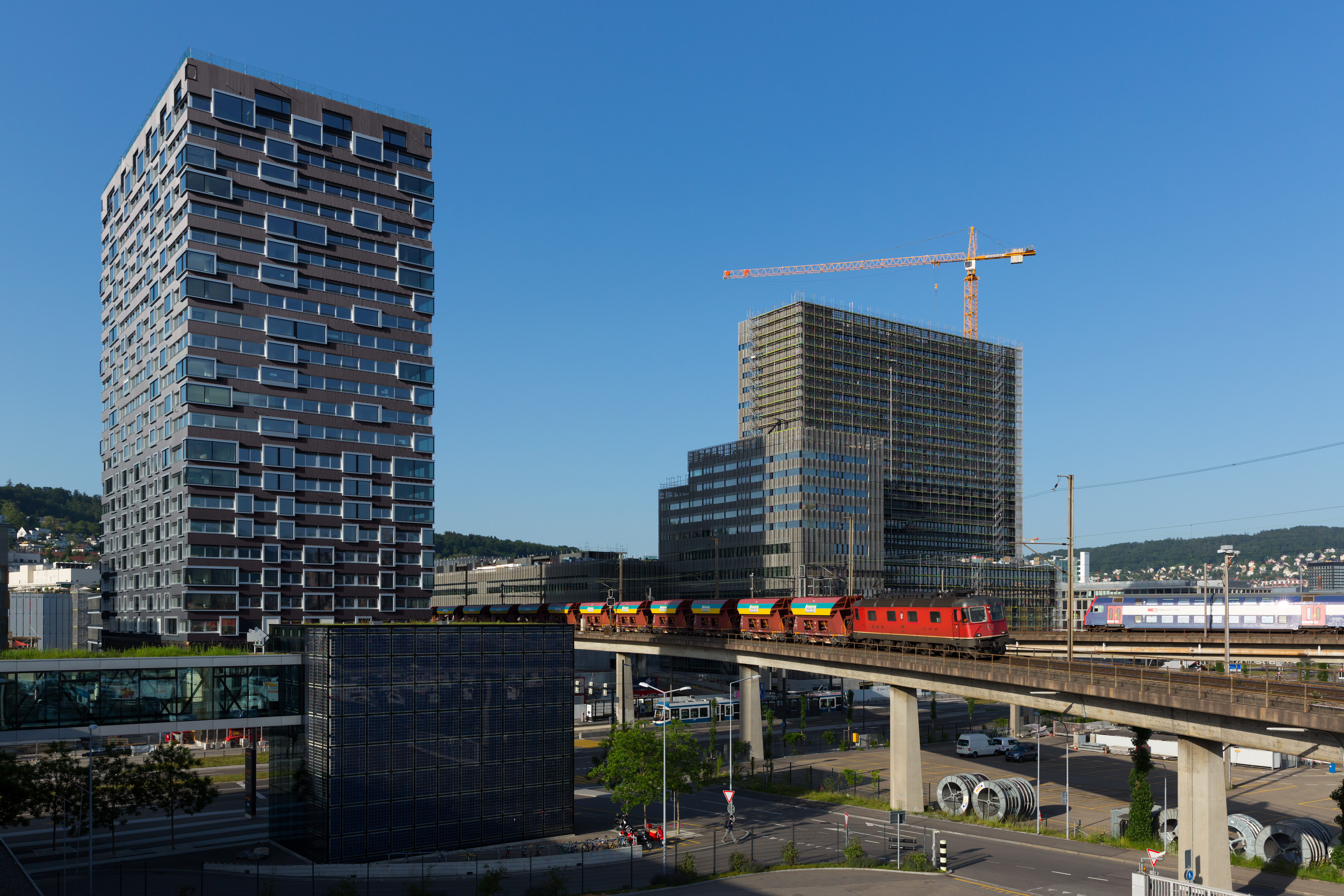
Ein Kieszug befährt den einspurigen Ast in Richtung Altstetten. Im Hintergrund ist der Doppelspur-Ast mit einer wartenden S-Bahn zu sehen

Luftaufnahme vom August 1969

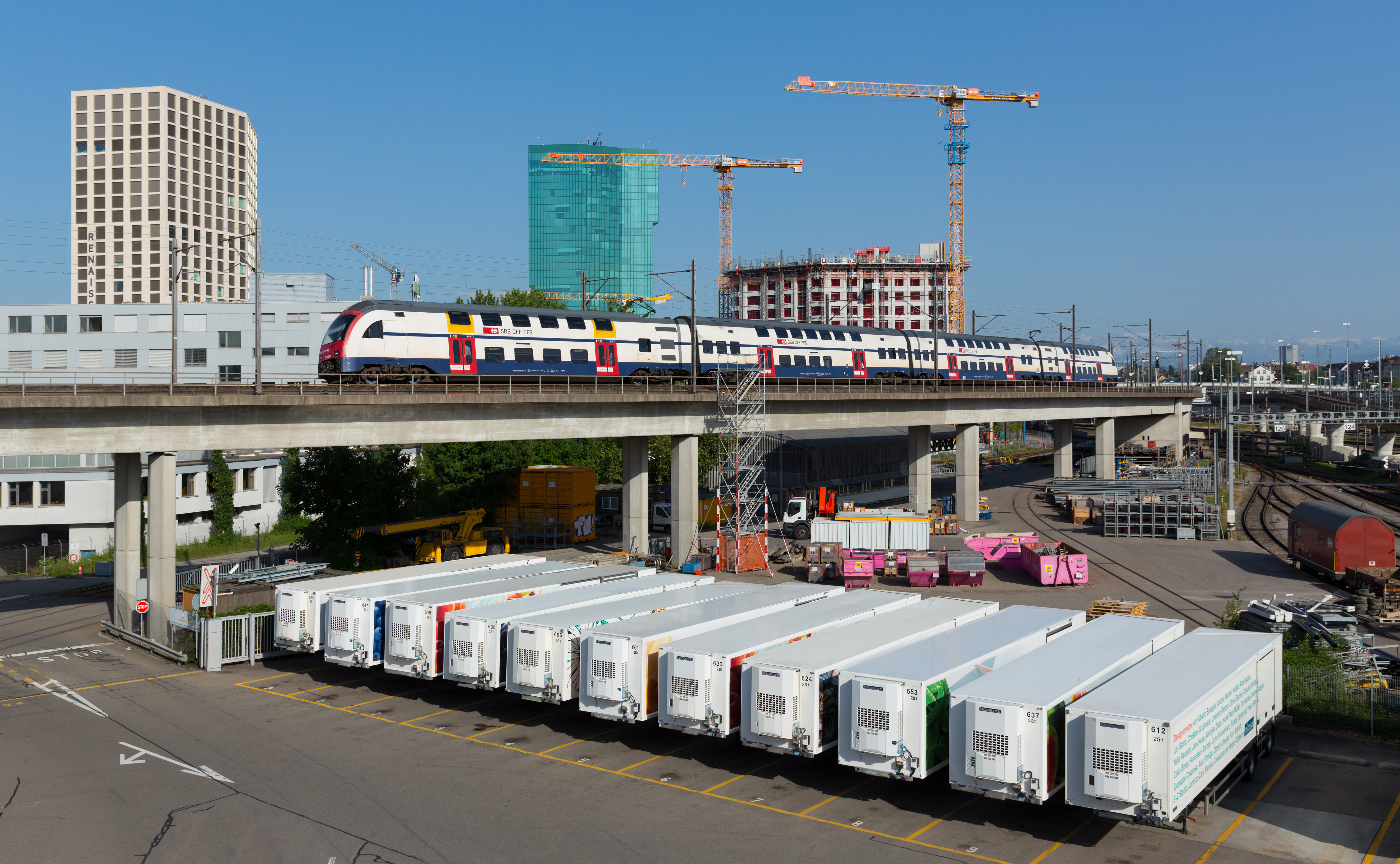
Ein RABe 514 hat soeben den Bahnhof Hardbrücke verlassen und ist in Richtung Oerlikon unterwegs

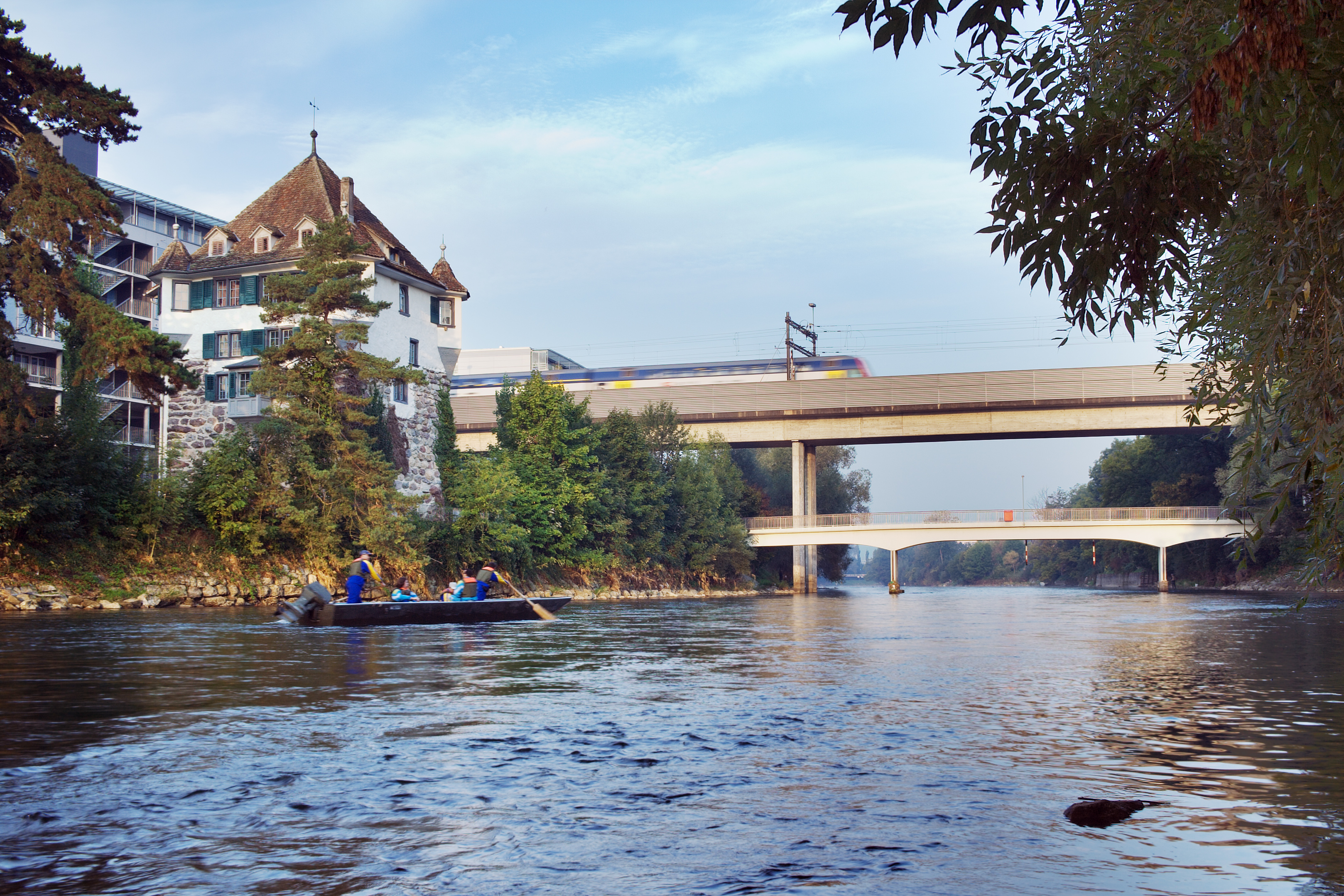
Ein Zug der S-Bahn auf der Hardturmbrücke

Das Hardturmviadukt ist eine 1126 Meter lange Eisenbahnbrücke in der Stadt Zürich. Grösstenteils im Industriequartier gelegen, überquert sie Gleisanlagen, Industrieflächen, zahlreiche Strassen, zwei Tramlinien und kurz vor ihrem Ende die Limmat. Sie war von der Eröffnung am 1. Juni 1969 bis 2015, als die Letzigrabenbrücke in Betrieb genommen wurde, die längste Eisenbahnbrücke der Schweiz. Sie war ausserdem 1969 die längste Eisenbahnbrücke aus Spannbeton in Europa und weltweit die erste Eisenbahnbrücke, bei der Betongelenke zur Anwendung kamen. 

## Geschichte
Das Bauwerk wurde im Rahmen der Käferberglinie, die den Bahnhof Oerlikon sowohl mit dem Bahnhof Altstetten, als auch mit dem Bahnhof Zürich Hardbrücke und dem Hauptbahnhof Zürich verbindet, errichtet. Aufgrund einer Verzweigung weist die Brücke einen Y-förmigen Grundriss auf. Im ersten Bauabschnitt wurde das Viadukt, das an den Käferbergtunnel anschliesst, bis zur Verzweigungsstelle Herdern zweigleisig hergestellt. Der Abzweig Richtung Westen nach Altstetten, als Hardturm I bezeichnet, kam eingleisig zur Ausführung. Am 1. Juni 1969 wurde diese Strecke, die vor allem der Abwicklung des Güterverkehrs dient, dem Zugverkehr übergeben. Der zweite Bauabschnitt mit der zweigleisigen Fortsetzung der Hauptstrecke Richtung Osten zum Hauptbahnhof Zürich, als Hardturm II bezeichnet, wurde erst nach der Verlegung des Rangierbahnhofs Zürich in das Limmattal fertiggestellt und am 23. Mai 1982 zusammen mit der neuen Haltestelle Hardbrücke in Betrieb genommen.

## Konstruktion
Das Viadukt besteht aus einer Kette von Durchlaufträgern mit jeweils sieben Feldern, die als Balkenbrücken mit einem maximal 2,21 Meter hohen Hohlkastenquerschnitt ausgebildet und durch Dehnfugen auf Bremspfeilern getrennt sind. Zwischen dem nördlichen Widerlager und der Verzweigungsstelle Herdern sind zwei Durchlaufträger mit einer Gesamtlänge von 478 Meter angeordnet. Die anschliessende westliche, eingleisige Konstruktion mit drei Durchlaufträgern ist 647,6 Meter lang, die östliche, zweigleisige 606,4 Meter. Die mittleren Stützweiten betragen 33 Meter, die maximale über der Limmat 43 Meter. Zur Minimierung des Bauunterhalts ist der Überbau auf den maximal 1,0 Meter dicken und bis zu 24 Meter hohen Regelpfeilern oben auf Betongelenken statt konventionellen Lagern gelagert. Zuvor waren diese neuartigen Bauteile mit Laborversuchen im Massstab 1:1 untersucht worden.

## Besonderheiten
Für den Plan Lumière wird die Brücke als eines der drei Pilotprojekte seit 2005 beleuchtet.